# Tour de France femminile
Il Tour de France femminile (ufficialmente Tour de France Femmes avec Zwift) è una corsa a tappe femminile di ciclismo su strada, disputata annualmente in Francia dal 1984 al 1993 e nuovamente dal 2022 come prova del calendario World Tour femminile.
Noto in passato anche come Tour de la CEE Féminin, dal 2022 è organizzato da Amaury Sport Organisation come controparte del Tour de France maschile.

## Storia

### 1955-1993: il primo Tour e le gare della Société du Tour de France
Il primo Tour de France femminile fu organizzato nel 1955 da Jean Leulliot, già direttore della Parigi-Nizza e organizzatore del Giro d'Europa 1954: corso in cinque tappe, vide la partecipazione di 41 cicliste e fu vinto dalla britannica Millie Robinson; la prova non ebbe però continuità.
La prova venne riproposta quasi trent'anni dopo dalla Société du Tour de France, che ogni luglio per sei anni, dal 1984 al 1989, organizzò un Tour de France femminile come prova parallela alla gara maschile. Inizialmente corsa nell'arco di tre settimane nelle stesse giornate della gara maschile, benché con tappe più brevi, la prova fu negli anni via via ridotta a due settimane di durata. La statunitense Marianne Martin, l'italiana Maria Canins per due volte e la francese Jeannie Longo per tre furono le vincitrici delle sei edizioni. A fine 1989 la gara venne quindi interrotta su decisione di Jean-Marie Leblanc, allora direttore del Tour de France, che citò motivi di costi. Sempre organizzata dalla Société du Tour de France, cambiò quindi nome e collocazione in calendario, venendo disputata nel mese di settembre come Tour de la CEE Féminin. La prima vittoria, al termine di una prova di nove giorni, andò alla francese Catherine Marsal; l'ultima edizione fu nel 1993.

### 1992-2009: le prove dirette da Pierre Boué
Nel 1992 nacque una nuova gara a tappe, chiamata Tour Cycliste Féminin e corsa nel mese di agosto nell'arco di 10-15 giorni (generalmente due settimane). Tale competizione, organizzata dal giornalista Pierre Boué, raccolse l'eredità del vecchio Tour de France femminile. Nel 1998, in seguito ad una contesa con la Société du Tour de France, gli organizzatori dovettero però rinunciare all'uso del termine Tour, rinominando la gara, a partire dall'edizione 1999, in Grande Boucle Féminine; curiosamente si videro costretti anche a rinominare i colori delle maglie: il giallo in "oro", il verde in "smeraldo".
Nel 2004 la Grande Boucle venne annullata per difficoltà di organizzazione; tornò ad essere corsa nel 2005 e nel 2006 solo a livello nazionale e in formato ridotto, in sole cinque tappe, venendo peraltro spostata da agosto a fine giugno. Organizzata nuovamente come gara internazionale a partire dal giugno 2007 (valida per il calendario internazionale come prova di classe 2.2), passò da cinque a sette tappe nel 2008; nell'ultima edizione, quella del 2009, le frazioni furono solo quattro, con sole 66 cicliste al via. L'edizione 2010 venne annullata per problemi organizzativi.

### 2022: il rilancio da parte di ASO
Nel 2021, dopo le positive edizioni della Course by Le Tour de France, gara di un giorno organizzata da Amaury Sport Organisation (ASO) e svoltasi dal 2014 al 2021 in concomitanza di una frazione del Tour maschile, la stessa ASO annuncia il rilancio del Tour de France femminile con la denominazione ufficiale Tour de France Femmes. La nuova corsa, diretta dall'ex ciclista Marion Rousse, prende il via da Parigi il 24 luglio 2022, in concomitanza con l'arrivo della gara maschile, per concludersi dopo otto tappe: le squadre al via sono 24 e la vincitrice è Annemiek van Vleuten.

## Albo d'oro

### Tour de France/Tour de la CEE Féminin
Aggiornato all'edizione 2025.
| Anno                   | Vincitrice             | Seconda                | Terza                   |
| Tour de France Féminin | Tour de France Féminin | Tour de France Féminin | Tour de France Féminin  |
| ---------------------- | ---------------------- | ---------------------- | ----------------------- |
| 1955                   | Millie Robinson        | June Thackerey         | Marie-Jeanne Donabedian |
| 1956-83                | Non disputato          | Non disputato          | Non disputato           |
| 1984                   | Marianne Martin        | Heleen Hage            | Deborah Schumway        |
| 1985                   | Maria Canins           | Jeannie Longo          | Cécile Odin             |
| 1986                   | Maria Canins           | Jeannie Longo          | Inga Thompson           |
| 1987                   | Jeannie Longo          | Maria Canins           | Ute Enzenauer           |
| 1988                   | Jeannie Longo          | Maria Canins           | Elizabeth Hepple        |
| 1989                   | Jeannie Longo          | Maria Canins           | Inga Thompson           |
| Tour de la CEE Féminin |                        |                        |                         |
| 1990                   | Catherine Marsal       | Leontien van Moorsel   | Astrid Schop            |
| 1991                   | Astrid Schop           | Leontien van Moorsel   | Roberta Bonanomi        |
| 1992                   | Leontien van Moorsel   | Heidi Van De Vijver    | Roberta Bonanomi        |
| 1993                   | Heidi Van De Vijver    | Leontien van Moorsel   | Aleksandra Koljaseva    |
| 1994-2021              | non disputato          | non disputato          | non disputato           |
| Tour de France Femmes  |                        |                        |                         |
| 2022                   | Annemiek van Vleuten   | Demi Vollering         | Katarzyna Niewiadoma    |
| 2023                   | Demi Vollering         | Lotte Kopecky          | Katarzyna Niewiadoma    |
| 2024                   | Katarzyna Niewiadoma   | Demi Vollering         | Pauliena Rooijakkers    |
| 2025                   | Pauline Ferrand-Prévot | Demi Vollering         | Katarzyna Niewiadoma    |

### Grande Boucle Féminine
Aggiornato all'edizione 2009.
| Anno                                  | Vincitrice            | Seconda               | Terza                  |
| Tour Cycliste Féminin                 | Tour Cycliste Féminin | Tour Cycliste Féminin | Tour Cycliste Féminin  |
| ------------------------------------- | --------------------- | --------------------- | ---------------------- |
| 1992                                  | Leontien van Moorsel  | Jeannie Longo         | Heidi Van De Vijver    |
| 1993                                  | Leontien van Moorsel  | Marion Clignet        | Heidi Van De Vijver    |
| 1994                                  | Valentina Polchanova  | Rasa Polikevičiūtė    | Cécile Odin            |
| 1995                                  | Fabiana Luperini      | Jeannie Longo         | Luzia Zberg            |
| 1996                                  | Fabiana Luperini      | Rasa Polikevičiūtė    | Jeannie Longo          |
| 1997                                  | Fabiana Luperini      | Barbara Heeb          | Linda Jackson          |
| 1998                                  | Edita Pučinskaitė     | Fabiana Luperini      | Alessandra Cappellotto |
| Grande Boucle Féminine Internationale |                       |                       |                        |
| 1999                                  | Diana Žiliūtė         | Valentina Polchanova  | Edita Pučinskaitė      |
| 2000                                  | Joane Somarriba       | Edita Pučinskaitė     | Géraldine Loewenguth   |
| 2001                                  | Joane Somarriba       | Fabiana Luperini      | Judith Arndt           |
| 2002                                  | Zinaida Stahurskaja   | Susanne Ljungskog     | Joane Somarriba        |
| 2003                                  | Joane Somarriba       | Nicole Brändli        | Judith Arndt           |
| 2004                                  | annullata             | annullata             | annullata              |
| 2005                                  | Priska Doppmann       | Edwige Pitel          | Christiane Soeder      |
| 2006                                  | Nicole Cooke          | Maryline Salvetat     | Taccjana Šarakova      |
| 2007                                  | Nicole Cooke          | Priska Doppmann       | Emma Pooley            |
| 2008                                  | Christiane Soeder     | Karin Thürig          | Nicole Cooke           |
| 2009                                  | Emma Pooley           | Christiane Soeder     | Marianne Vos           |
| 2010                                  | annullata             | annullata             | annullata              |